# Yumurtatepe, Tatvan
Yumurtatepe là một xã thuộc huyện Tatvan, tỉnh Bitlis, Thổ Nhĩ Kỳ. Dân số thời điểm năm 2011 là 368 người.